# Critics’ Choice Movie Award/Beste Kostüme
Seit dem Jahr 2010 wird durch die Broadcast Film Critics Association das beste Kostümdesign des vergangenen Filmjahres mit dem Critics’ Choice Movie Award geehrt.

## Liste der Gewinner und Nominierten

### 2010er Jahre
| Jahr            | Gewinner und Nominierte                                         | Film                                              |
| --------------- | --------------------------------------------------------------- | ------------------------------------------------- |
| 2010            | Sandy Powell                                                    | Young Victoria                                    |
| 2010            | Janet Patterson                                                 | Bright Star – Meine Liebe. Ewig                   |
| 2010            | Anna B. Sheppard                                                | Inglourious Basterds                              |
| 2010            | Colleen Atwood                                                  | Nine                                              |
| 2010            | Casey Storm                                                     | Wo die wilden Kerle wohnen                        |
| 2011            | Colleen Atwood                                                  | Alice im Wunderland                               |
| 2011            | Amy Westcott                                                    | Black Swan                                        |
| 2011            | Jenny Beavan                                                    | The King’s Speech                                 |
| 2011            | Mary Zophres                                                    | True Grit                                         |
| 2012            | Mark Bridges                                                    | The Artist                                        |
| 2012            | Sharen Davis                                                    | The Help                                          |
| 2012            | Sandy Powell                                                    | Hugo Cabret                                       |
| 2012            | Michael O’Connor                                                | Jane Eyre                                         |
| 2012            | Jill Taylor                                                     | My Week with Marilyn                              |
| 2013            | Jacqueline Durran                                               | Anna Karenina                                     |
| 2013            | Kym Barrett und Pierre-Yves Gayraud                             | Cloud Atlas                                       |
| 2013            | Bob Buck, Ann Maskrey und Richard Taylor                        | Der Hobbit – Eine unerwartete Reise               |
| 2013            | Paco Delgado                                                    | Les Miserables                                    |
| 2013            | Joanna Johnston                                                 | Lincoln                                           |
| 2014            | Catherine Martin                                                | Der große Gatsby                                  |
| 2014            | Bob Buck, Lesley Burkes-Harding, Ann Maskrey und Richard Taylor | Der Hobbit: Smaugs Einöde                         |
| 2014            | Patricia Norris                                                 | 12 Years a Slave                                  |
| 2014            | Daniel Orlandi                                                  | Saving Mr. Banks                                  |
| 2014            | Michael Wilkinson                                               | American Hustle                                   |
| 2015            | Milena Canonero                                                 | Grand Budapest Hotel                              |
| 2015            | Mark Bridges                                                    | Inherent Vice – Natürliche Mängel                 |
| 2015            | Colleen Atwood                                                  | Into the Woods                                    |
| 2015            | Anna B. Sheppard                                                | Maleficent – Die dunkle Fee                       |
| 2015            | Jacqueline Durran                                               | Mr. Turner – Meister des Lichts                   |
| 2016 (Januar)   | Jenny Beavan                                                    | Mad Max: Fury Road                                |
| 2016 (Januar)   | Odile Dicks-Mireaux                                             | Brooklyn – Eine Liebe zwischen zwei Welten        |
| 2016 (Januar)   | Sandy Powell                                                    | Carol                                             |
| 2016 (Januar)   | Sandy Powell                                                    | Cinderella                                        |
| 2016 (Januar)   | Paco Delgado                                                    | The Danish Girl                                   |
| 2016 (Dezember) | Madeline Fontaine                                               | Jackie: Die First Lady                            |
| 2016 (Dezember) | Colleen Atwood                                                  | Phantastische Tierwesen und wo sie zu finden sind |
| 2016 (Dezember) | Consolata Boyle                                                 | Florence Foster Jenkins                           |
| 2016 (Dezember) | Joanna Johnston                                                 | Allied – Vertraute Fremde                         |
| 2016 (Dezember) | Eimer Ni Mhaoldomhnaigh                                         | Love & Friendship                                 |
| 2016 (Dezember) | Mary Zophres                                                    | La La Land                                        |
| 2018            | Mark Bridges                                                    | Der seidene Faden                                 |
| 2018            | Renée April                                                     | Blade Runner 2049                                 |
| 2018            | Jacqueline Durran                                               | Die Schöne und das Biest                          |
| 2018            | Lindy Hemming                                                   | Wonder Woman                                      |
| 2018            | Luis Sequeira                                                   | Shape of Water – Das Flüstern des Wassers         |
| 2019            | Ruth Carter                                                     | Black Panther                                     |
| 2019            | Alexandra Byrne                                                 | Maria Stuart, Königin von Schottland              |
| 2019            | Julian Day                                                      | Bohemian Rhapsody                                 |
| 2019            | Sandy Powell                                                    | The Favourite – Intrigen und Irrsinn              |
| 2019            | Sandy Powell                                                    | Mary Poppins’ Rückkehr                            |
| 2020            | Ruth Carter                                                     | Dolemite Is My Name                               |
| 2020            | Julian Day                                                      | Rocketman                                         |
| 2020            | Jacqueline Durran                                               | Little Women                                      |
| 2020            | Arianne Phillips                                                | Once Upon a Time in Hollywood                     |
| 2020            | Sandy Powell und Christopher Peterson                           | The Irishman                                      |
| 2020            | Anna Robbins                                                    | Downton Abbey                                     |